# کتاب سبز (فیلم)
کتاب سبز (انگلیسی: Green Book) فیلمی در ژانر کمدی-درام به کارگردانی پیتر فارلی است که در سال ۲۰۱۸ منتشر شد. این فیلم تور ۱۹۶۰ پیانیست کلاسیک و جاز آمریکایی-جامائیکایی، دان شرلی (ماهرشالا علی) به همراه بانسری اهل نیویورک به نام تونی لیپ (ویگو مورتنسن)، که راننده و محافظ او بود را در جنوب آمریکا به تصویر می‌کشد. نمایش جهانی فیلم با پخش آن در جشنواره بین‌المللی فیلم تورنتو در سپتامبر ۲۰۱۸ آغاز شد که فیلم را برنده جایزه انتخاب مردم کرد. فیلم در ۲۱ نوامبر ۲۰۱۸ در آمریکا توسط یونیورسال استودیوز اکران شد. فیلم نقدهای مثبتی دریافت کرده که در آن‌ها بازی علی و مورتنسن مورد ستایش قرار گرفته‌اند. بودجه این فیلم ۲۸٫۹ میلیون دلار بوده‌است.

## داستان
داستان در مورد یک بانسر ایتالیایی-آمریکایی به نام تونی لیپ (ویگو مورتنسن) است که برای پول حاضر است هر کاری بکند؛ از دزدیدن کلاه ثروتمندان گرفته تا شرکت در مسابقهٔ هات‌داگ‌خوری. تونی، توسط یک پیانیست سیاه‌پوست به اسم دان شرلی (ماهرشالا علی) استخدام می‌شود تا راننده و بادیگارد شخصی‌اش در تور کنسرت‌های جنوب آمریکا باشد.

## جوایز
کتاب سبز برنده جایزه هیئت ملی بازبینی برای بهترین فیلم شد و از سوی انستیتوی فیلم آمریکا یکی از ده فیلم برتر سال لقب گرفت. در نود و یکمین دوره جوایز اسکار بعد از ۵ نامزدی، برنده سه جایزه اسکار در رشته‌های بهترین فیلم، بهترین فیلم‌نامه غیراقتباسی و بهترین بازیگر نقش مکمل مرد شد. این فیلم همچنین برنده جایزه گلدن گلوب بهترین فیلم موزیکال یا کمدی و جایزه انجمن تهیه‌کنندگان آمریکا برای بهترین فیلم شده‌است.